# Tibetanske imperium
Det tibetanske imperium (tibetansk: བོད་ ཆེན་ པོ, Wylie: bod chen po, "Store Tibet") eksisterede fra det 7. til 9. århundrede, da Tibet blev forenet som et stort og stærkt imperium og styrede et område, der var betydeligt større end det tibetanske plateau, og som strakte sig til dele af Østasien, Centralasien og Sydasien.
Traditionel tibetansk historie beskrev hvad af en lang liste af herskere præsterede. Ekstern bekræftelse af imperiets eksistens findes fra det 7. århundrede i kinesiske historiekilder. Fra det 7. til det 9. århundrede regerede en række kejsere over Tibet. Fra kejser Songtsen Gampos tid voksede imperiumets magt mere og mere ud over et sammensat terræn. Under kejser Ralpacan regerede det i begyndelsen af det 9. århundrede over det landområde, der strakte sig fra Tarimbækkenet til Himalaya og Bengalen og fra Pamir til hvad der nu er de kinesiske provinser Gansu og Yunnan.
Imperiets sammensatte terræn og problemerne ved transport kombineret med de nye ideer, der kom ind i imperiet som følge af udvidelsen, bidrog til at skabe interne spændinger og magtblokke, der ofte konkurrerede med herskeren i imperiets center. Således fandt for eksempel tilhængere af Bön-religionen og tilhængerne af de gamle adelige familier sig efterhånden i voksende modsætning til den nyligt introducerede buddhisme. Disse indre modsætninger førte til, at imperiet kollapsede under borgerkrigen i 840-erne.

## Namri Songtsen og grundlæggelsen af dynastiet
Det magtcenter, der blev den tibetanske stat, har sin oprindelse i Taktsé-fæstningen (Wylie: Stag-rtse) i Chingba (Phying-ba) i distriktet Chonggyä (Phyongs-rgyas). Ifølge den gamle tibetanske krønike overbeviste en gruppe på dette sted Tagbu Nyazig (Stag-bu snya-gzigs) til at gøre oprør mod Gudri Zingpoje (Dgu-gri Zing-po-rje), der selv var en vasal af Zhangzhung-imperiet under Lig myi-dynastiet. Oprøret mod Zingpoje lykkedes. På dette tidspunkt var Namri Songtsen (også kendt som Namri Löntsän) leder af en klan, som underlagde sig alle sine naboklaner, den ene efter den anden. Han fik kontrol over hele området omkring, hvad der nu er Lhasa, før han blev myrdet omkring 618. Denne nye regionale stat skulle senere blive kendt som det tibetanske imperium. Namri Songtsens regering sendte to ambassadører til det kinesiske Sui-dynasti i 608 og 609, hvilket markerede Tibets indtræden på den internationale scene.
Det historiske navn for det Tibetanske imperium er forskelligt fra det nuværende navn Tibet: "Den første omtale af navnet Bod, der er det sædvanlige navn for Tibet i de senere tibetanske historiske kilder, er betydningsfuldt, fordi det er brugt til at henvise til en erobret region. Med andre ord refererede den gamle navn Bod oprindeligt kun til en del af det tibetanske plateau, en del der, sammen med Rtsaṅ (Tsang, på tibetansk nu stavet Gtsaṅ), er blevet kaldt Dbus-gtsaṅ (Centrale Tibet)."

## Styret under Songtsen Gampo (618-650)
Songtsen Gampo (Srong-brtsan Sgam-po) (ca. 604 - 650) var den første store kejser, der udvidede Tibets magt ud over Lhasa og Yarlung-dalen og som traditionelt regnes for at have indført buddhisme i Tibet.
Da hans fader Namri Songtsen døde ved forgiftning (ca. 618 ), overtog Songtsen Gampo magten efter at have nedkæmpet et kortvarigt oprør. Songtsen Gampo viste sig at være dygtig såvel til diplomati som i kamp. Kejserens minister, Myang Mangpoje (Myang Mang-po-rje Zhang-shang), besejrede ca. år 627 Sumpa-folkene. Seks år senere (ca. 632-633) blev Myang Mangpoje anklaget for forræderi og henrettet. Han blev som minister efterfulgt af Gar Songtsen (mgar-srong-rtsan).
Kinesiske optegnelser nævner en udsending til Tibet i 634. Ved denne lejlighed anmodede kejseren om ægteskab med en kinesisk prinsesse, men han blev afvist. I 635-636 angreb og besejrede kejseren Tuyuhun (tibetansk:  ‘A zha), som boede ved søen Koko Nor, og som kontrollerede vigtige handelsruter til Kina. Efter en militær tibetansk kampagne mod Kina i 635-636, erklærede den kinesiske kejser sig villig (men ifølge tibetanske kilder kun på grund af trusler) til at give en kinesisk prinsesse til Songtsen Gampo.
Ca. 639, efter at Songtsen Gampo havde en tvist med sin yngre broder Tsänsong (Brtsan-srong), blev den yngre broder brændt til døde af sin egen minister Khäsreg (Mkha’s sregs) (formodentlig på hans broder kejserens anmodning).
Den kinesiske prinsesse Wencheng (tibetansk: Mung-chang Kung-co) forlod Kina i 640 for at gifte sig med Songtsen Gampos søn. Hun ankom et år senere. Dette er traditionelt anset for at være den første gang, buddhismen kom til Tibet, men det er ret usandsynligt, at buddhismen spredte sig uden for de fremmede, der opholdt sig ved hoffet.
Songtsen Gampos søster Sämakar (Sad-mar-kar) blev sendt for at gifte sig med Lig-myi-rhya, Zhangzhungs konge i det nu vestlige Tibet. Men da kongen nægtede at fuldbyrde ægteskabet, hjalp hun derefter sin broder til at besejre Lig myi-rhya og indlemme Zhangzhung i det tibetanske imperium. I 645 overvandt Songtsen Gampo kongeriget Zhangzhung.
Songtsen Gampo døde i 650. Han blev efterfulgt af sin sønnesøn, spædbarnet Trimang Lön (Khri-mang-slon). Den virkelige magt lå i ministeren Gar Songtsens hænder. Der er en vis forvirring om, hvorvidt det centrale Tibet erobrede Zhangzhung under Songtsen Gampos regering eller under regeringen Trisong Detsen (755-797 eller 804). Tang-annalernes optegnelser synes imidlertid at placere disse begivenheder klart i Songtsen Gampos regering, for de siger, at i 634, Zhangzhung og forskellige Qiang-stammer "som helhed underkastede sig ham." Derefter gik han sammen med Zhangzhungs land for at besejre Tuyuhun, derefter overvandt han endnu to Qiang-stammer, før han truede den kinesiske region Songzhou med en meget stor hær (ifølge de tibetanske kilder 100.000 men ifølge de kinesiske kilder mere end 200.000 mand). Han sendte derefter en udsending med gaver af guld og silke til den kinesiske kejser for at bede om en kinesisk prinsesse i ægteskab og, da dette blev ham nægtet, angreb han Songzhou. Ifølge Tang-annalerne trak han sig til sidst tilbage og undskyldte sin opførsel, hvorefter kejseren gav sit samtykke.
Det er registreret i tibetansk tradition, at efter, at Songtsen Gampo døde i 650 e.Kr., angreb det kinesiske Tang-dynasti og tog kontrol over Lhasa, "men de kunne ikke opretholde deres tilstedeværelse der i det fjendtlige miljø, så de vendte efter kort tid tilbage til Kina."

## Styret under Mangsong Mangtsen (650-676)
Efter at have indlemmet Tuyuhun i det tibetanske territorium døde den mægtige minister Gar Songtsen i 667.
Mellem 665-670 blev Khotan besejret af tibetanerne, og en lang række konflikter fulgte med det kinesiske Tang-dynasti. I foråret 670 angreb Tibet de resterende kinesiske territorier i det vestlige Tarim-bækken efter at have vundet i Slaget ved Dafeichuan over Tang-dynastiet. Med tropper fra Khotan erobrede de Aksu, hvorpå kineserne forlod regionen og afsluttede to årtier af kinesisk kontrol. Således fik de kontrol over alle de kinesiske fire garnisoner i anxi i Tarim-bækkenet i 670 og holdt dem indtil 692, da kineserne endelig formåede at genvinde disse territorier.
Kejseren Mangsong Mangtsen (Trimang Löntsen'  'eller Khri-mang-slon-rtsan) giftede sig med Thrimalö (Khri-ma-lod), en kvinde, der skulle få stor betydning i tibetansk historie. Kejseren døde i vinteren 676-677, og Zhangzhung oprør fandt sted derefter. I samme år blev kejsersønnen Tridu Songtsen ((Khri 'dus-srong btsan eller Khri-'dus-srong-rtsan) født.

## Styret under Tridu Songtsen (677-704)
Kejser Tridu Songtsens magt blev modvejet i nogen grad af hans moders, Thrimalös, og klanens indflydelse. (Wylie mgar; også sgar og  ′gar). (Der er tegn på, at Gar nedstammede fra medlemmer af Lesser Yuezhi, et folk der oprindeligt havde talt et indo-europæisk sprog og på et tidspunkt efter det 3. århundrede f.Kr. var emigreret fra Gansu eller Tarim til Kokonur.
I 685 døde ministeren Gar Tsenye Dompu (mgar Bstan-snyas-ldom-bu) og hans broder, Gar Tridring Tsendrö (mgar Khri-‘bring-btsan brod) blev udnævnt til at afløse ham. I 692 tabte tibetanerne Tarim-bækkenet til kineserne. Gar Tridring Tsendrö besejrede kineserne i kamp i 696 og søgte om fred. To år senere, i 698, inviterede kejseren Tridu Songtsen Gar-klanen (som talte mere end 2.000 mennesker) til en jagtfest, hvorunder han lod dem massakrere. Gar Tridring Tsendrö begik efterfølgende selvmord, og hans tropper sluttede sig til kineserne. Dette bragte Gar-klanens indflydelse til ophør.
Fra 700 indtil hans død forblev kejseren på militær kampagne i nordøst og var fraværende fra det centrale Tibet, mens hans mor Thrimalö administrerede i hans navn. I 702 afsluttede Zhou-dynastiet i Kina under kejserinde Wu Zetien og det tibetanske imperium en fredsaftale. I slutningen af det år koncentrerede den tibetanske kejsers regering sig om konsolidering af den administrative organisation khö chenpo (mkhos chen-po) i det nordøstlige Sumru-område, som havde været det Sumpa-land, der blev besejret 75 år tidligere. Sumru blev organiseret som et nyt "horn" i imperiet.
I sommeren 703 boede Tridu Songtsen i Öljak ( ‘Ol-byag) i Ling (Gling), som lå ved Yangtzes øvre områder, inden man fortsatte med en invasion af Jang ( 'Jang), som måske også har været Mosuo eller kongeriget Nanzhao. I 704 opholdt han sig kortvarigt ved Yoti Chuzang (Yo-ti Chu-bzangs) i Madrom (Rma-sgrom) ved den gule flod. Han invaderede derefter Mywa, som i det mindste delvist var Nanzhao (tibetansk Mywa, der sandsynligvis henviser til de samme mennesker eller folk, der blev henvist af kineserne som Man eller Miao) men døde under gennemførelsen af denne kampagne.

## Styret under Tride Tsuktsän (704-754)
Gyeltsugru (Rgyal-gtsug-ru), der senere blev kong Tride Tsuktsen (Khri-lde-gtsug-brtsan), men almindeligvis nu kendes under sit kaldenavn Me Agtsom ("Gamle Hårede"), blev født i 704. Efter Tridu Songtsens død regerede hans moder Thrimalö som regent for spædbarnet Gyältsugru. Det følgende år bestred den ældste søn af Tridu Songtsen, Lha Balpo (Lha Bal-pho) tilsyneladende sin enårige broders arv, men blev "afsat fra tronen" ved Pong Lag-rang.
Thrimalö havde arrangeret et kongeligt ægteskab med en kinesisk prinsesse. Prinsesse Jincheng (tibetansk: Kyimshang Kongjo) ankom i 710, men det er noget uklart, om hun var gift med den syvårige Gyeltsugru eller den afsatte Lha Balpo. Gyeltsugru giftede sig også med en kvinde fra Jang (Nanzhao) og en anden født i Nanam.
Gyältsugru blev officielt indsat på tronen med det kongelige navn Tride Tsuktsän i 712, samme år som enkekejserinde Thrimalö døde.
Umayyade-kalifatet og Turgesh blev mere og mere fremtrædende i løbet af 710-720. Tibetanerne var allierede med Türgesh. Tibet og Kina kæmpede indbyrdes med mellemrum i slutningen af 720-erne. I begyndelsen havde Tibet (med türgesh allierede) overmagten, men så begyndte de at tabe kampe. Efter et oprør i det sydlige Kina og en stor tibetansk sejr i 730 søgte tibetanerne og türgesh om fred.
Tibetanerne hjalp türgesh i deres kamp mod muslimske arabere under den muslimske erobring af Transoxiana.
I 734 bortgiftede tibetanerne deres prinsesse Dronmalön ( 'Dron ma lon) til türgesh Qaghan. Kineserne allierede sig med kalifatet for at angribe türgesh. Efter sejr og fred med türgesh angreb kineserne den tibetanske hær. Tibetanerne led flere nederlag i øst, trods styrken i vest. Türgesh-imperiet kollapsede som følge af interne stridigheder. I 737 indledte tibetanerne et angreb mod kongen i Bru-za (Gilgit), der bad om kinesisk hjælp, men i sidste ende blev tvunget til at betale tribut til Tibet. I 747 blev Tibets greb løsnet på grund af den militære kampagne under general Gao Xianzhi, som forsøgte at genåbne den direkte forbindelse mellem Centralasien og Kashmir.
Omkring 750 havde tibetanerne mistet næsten alle deres centralasiatiske besiddelser til kineserne. I 753 blev selv kongeriget "Lille Balur" (moderne Gilgit) erobret af kineserne. Men efter Gao Xianzhis nederlag til kalifatet og karlukkerne i slaget ved Talas (751) faldt den kinesiske indflydelse hurtigt, og tibetansk indflydelse begyndte at vokse igen. Tibet erobrede store dele af det nordlige Indien på denne tid.
I 755 blev Tride Tsuktsen dræbt af ministrene Lang og 'Bal. Derefter fremlagde Takdra Lukong (Stag-sgra Klu-khong) beviser for Song Detsen (Srong-lde-brtsan), at de var illoyale og forårsagede uenighed i landet og også ville skade ham. Efterfølgende rejste Lang og 'Bal virkelig et oprør. De blev dræbt af hæren, og deres ejendom blev konfiskeret."

## Styret under Trisong Detsen (756-797 eller 804)
I 756 blev prins Song Detsän kåret til kejser med navnet Trisong Detsen (Khri sron lde brtsan) og tog kontrol over regeringen, da han nåede sin myndighedsalder som 13-årig (14-årig efter vestlig regning) efter et års interregnum, under hvilken der ikke var nogen kejser.
I 755 var Kina blevet stærkt svækket af An Shi-oprøret, som varede indtil 763. Til gengæld blev Trisong Detsän's regering præget af genoptagelse af tibetansk indflydelse i Centralasien. Tidligt i hans regeringstid hyldede regioner i det vestlige Tibet det tibetanske hof. Fra det tidspunkt pressede tibetanerne ind på Tang-kejsernes territorium og nåede den kinesiske hovedstad Chang'an (moderne Xian) i slutningen af 763. Tibetanske tropper besatte Chang'an i 15 dage og installerede en marionetkejser, mens kejser Daizong var i Luoyang. Nanzhao (i Yunnan og naboregioner) forblev under tibetansk kontrol fra 750 til 794, da de slog deres tibetanske overherrer og hjalp kineserne til at forårsage et alvorligt nederlag for tibetanerne.
I 785 afviste Wei Kao, en kinesisk tjenestemand i Shuh, tibetanske invasioner af området.
I mellemtiden forhandlede kirgiserne en aftale om venskab med Tibet og andre magter og om at tillade frihandel i regionen. Et forsøg på en fredstraktat mellem Tibet og Kina blev gjort i 787, men fjendtlighederne skulle vare ved, indtil den kinesisk-tibetanske traktat af 821 blev underskrevet i Lhasa i 823. Samtidig fortsatte uighurere, der nominelt var allierede med Tang-kejserne, med at skabe vanskeligheder langs Tibets nordlige grænse. I slutningen af denne konges regeringstid medførte uighureres sejre i nord, at tibetanerne mistede en række af deres allierede i sydøst.
Nylig historisk forskning indikerer kristendommens tilstedeværelse allerede i det sjette og syvende århundrede, en periode hvor heftalitterne havde omfattende forbindelser med tibetanerne. En stærk tilstedeværelse eksisterede i det ottende århundrede, da patriarken Timothy I (727-823) i 782 betegner tibetanerne som et af de større samfund i den østlige kirke og skrev om behovet for at udpege en anden biskop i ca. 794.
Der er en stensøjle (nu utilgængelig for offentligheden), Lhasa Shöl rdo-ringe, Doring Chima eller Lhasa Zhol søjlen i den gamle landsby Shöl foran Potalapaladset i Lhasa, der dateres til ca. 764 under Trisong Detsens regeringstid. Det indeholder også en redegørelse for erobringen af store dele af det nordvestlige Kina, herunder erobringen af Chang'an, den kinesiske hovedstad, i en kort periode i 763 under kejser Daizongs regeringstid.

## Styret under Muné Tsenpo (ca. 797-799?)
Trisong Detsen siges at have haft fire sønner. Den ældste, Mutri Tsenpo, døde tilsyneladende ung. Da Trisong Detsen blev pensioneret, overdrog han magt til den ældste overlevende søn, Muné Tsenpo (Mu-ne btsan-po). De fleste kilder siger, at Munés regeringstid kun varede omkring 1½ år. Efter en kort regeringsførelse blev Muné Tsenpo formentlig forgiftet på sin moders ordre.
Efter hans død var Mutik Tsenpo den næste i rækkefølgen til at arve tronen. Han var imidlertid tilsyneladende forvist til Lhodak Kharchu (lHo-brag eller Lhodrag) nær den bhutanske grænse for at have myrdet en højtstående minister. Den yngste broder, Tride Songtsen, regerede med sikkerhed i 804.

## Styret under Tride Songtsen (799-815)
Under Tride Songtsen (Khri Ide srong brtsan - almindeligvis kendt som Sadnalegs) var der en langvarig krig med abbaside-kalifatet. Det ser ud til, at tibetanerne fangede en række kalifatstyrker og pressede dem til tjeneste på den østlige grænse i 801. Tibetanere var aktive så langt mod vest som Samarkand og Kabul. Abbasidiske styrker begyndte at få overmagten, og den tibetanske guvernør i Kabul underkastede sig til kalifatet og blev muslim omkring 812 eller 815. Kalifatet angreb derefter øst for Kashmir, men blev afvist af tibetanerne. I mellemtiden angreb uighur-khaganatet Tibet fra nordøst. Konflikten mellem uighurerne og tibetanerne fortsatte i nogen tid.

## Styret under Tritsu Detsen (815-838)
Tritsu Detsen (Khri gtsug Ide brtsan), bedst kendt som Ralpacan, er vigtig for tibetanske buddhister som en af de tre dharma-konger, der bragte buddhismen til Tibet. Han var en generøs tilhænger af buddhismen og inviterede mange håndværkere, lærde og oversættere fra nabolandene. Han fremmede også udviklingen af et tibetansk skriftsprog og oversættelser, der blev stærkt fremmet ved udviklingen af et detaljeret sanskrit-tibetansk lexikon kaldet Mahavyutpatti, som omfattede standard tibetanske ækvivalenter til tusindvis af sanskrit-udtryk.
Tibetanere angreb uighurernes territorium i 816 og blev selv angrebet i 821. Efter succesfulde tibetanske razziaer på kinesisk territorium søgte buddhister i begge lande mægling.
Ralpacan blev tilsyneladende myrdet af to pro-Bön-ministre, som derefter satte hans anti-buddhistiske broder, Langdarma, på tronen.
Tibet fortsatte med at være et stort centralasiatisk imperium indtil midten af det 9. århundrede. Det var under Ralpacans regering, at Tibets politiske magt nåede sin største udstrækning og strakte sig til Mongoliet og Bengalen og der blev indgået traktater med Kina på gensidig basis.
Der blev indgået en kinesisk-tibetansk traktat i 821/822 under Ralpacan, som etablerede fred i mere end to årtier. En tosproget redegørelse for denne traktat er indskrevet på en inskriptionstenstele, der står uden for Jokhang-templet i Lhasa.

## Styret under Langdarma (838-842)
Styret under Langdarma (Glang dar ma) med den kongelige titel Tri Uidumtsaen (Khri 'U'i Dum Brtsan), blev plaget af eksterne problemer. Uighur-staten i nord kollapsede under pres fra kirgiserne i 840, og mange fordrevne flygtede til Tibet. Langdarma selv blev myrdet, tilsyneladende af en buddhistisk eremit, i 842.

## Nedgang
En borgerkrig, der opstod over spørgsmålet om Langdarmas efterfølger, førte til sammenbruddet af det tibetanske imperium. Den periode, der fulgte, traditionelt kendt som fragmenteringstiden, blev domineret af oprør mod resterne af det tibetanske imperium og fremkomsten af regionale krigsherrer.